# Kenneth Carlsen
Kenneth Carlsen (1973. április 17. –) dán teniszező, profi karrierje 1992-től 2007-ig tartott. Balkezes, egykezes fonákot ütött. Legnagyobb fegyvere a szervája volt. Legmagasabb helyezése a 42. volt a világranglistán, összesen 3 ATP-tornát nyert.

## ATP-döntői

### Győzelmek
| No. | Dátum                | Torna            | Borítás | Ellenfél a döntőben        | Döntő eredménye |
| 1.  | 1998. április 6.     | Hongkong         | Kemény  | Byron Black (zimbabwei)    | 6–2 6–0         |
| 2.  | 2002. szeptember 30. | Tokió, Japán     | Kemény  | Magnus Norman (svéd)       | 7–6(6) 6–3      |
| 3.  | 2005. február 14.    | Memphis, TN, USA | Kemény  | Makszim Mirni (fehérorosz) | 7–5 7–5         |

### Elvesztett döntők
| No. | Dátum                | Torna                | Borítás | Ellenfél a döntőben       | Döntő eredménye |
| 1.  | 1992. szeptember 28. | Brisbane, Ausztrália | Kemény  | Guillaume Raoux (francia) | 4–6 6–7(10)     |
| 2.  | 1996. március 11.    | Koppenhága, Dánia    | Szőnyeg | Cédric Pioline (francia)  | 2–6 6–7(7)      |
| 3.  | 1997. január 6.      | Auckland, Új-Zéland  | Kemény  | Jonas Björkman (svéd)     | 6–7(7) 0–6      |
| 4.  | 1999. július 5.      | Newport, RI, USA     | Fű      | Chris Woodruff (USA)      | 7–6(5) 4–6 4–6  |

## Grand Slam-eredmények
| Torna                  | 1993 | 1994 | 1995 | 1996 | 1997 | 1998 | 1999 | 2000 | 2001 | 2002 | 2003 | 2004 | 2005 | 2006 | 2007 | Karrier |
| ---------------------- | ---- | ---- | ---- | ---- | ---- | ---- | ---- | ---- | ---- | ---- | ---- | ---- | ---- | ---- | ---- | ------- |
| Australian Open        | 4k   | 2k   | 2k   | 1k   | 1k   | 1k   | 1k   | -    | -    | 1k   | 1k   | 1k   | 1k   | 1k   | -    | 5-12    |
| Roland Garros          | 2k   | 1k   | 2k   | 1k   | 1k   | 1k   | 1k   | -    | -    | -    | 1k   | 1k   | 1k   | 1k   | -    | 2-11    |
| Wimbledon              | 3k   | 3k   | 2k   | 1k   | 1k   | 1k   | -    | -    | 2k   | 1k   | 1k   | 3k   | 1k   | -    | -    | 8-11    |
| US Open                | 1k   | 1k   | 3k   | 2k   | 2k   | 1k   | 2k   | -    | 1k   | 2k   | 2k   | 1k   | 1k   | -    |      | 7-12    |
| Nyert-vesztett meccsek | 6–4  | 3–4  | 5–4  | 1–4  | 1–4  | 0–4  | 1–3  | 0–0  | 1–2  | 1–3  | 1–4  | 2–4  | 0–4  | 0–2  | 0–0  | 22-46   |